# Хорошая девочка (фильм)
«Хорошая девочка» (англ. The Good Girl) — американский драматический фильм режиссёра Мигеля Артеты по сценарию Майка Уайта.

## Сюжет
Фильм повествует историю жизни Жюстин Ласт. Женщина около тридцати лет живёт в захолустном американском городке, где-то в Техасе. Она работает в супермаркете, в отделе косметики. Жизнь её монотонна и однообразна. Жюстин замужем, но детей у неё нет. Муж Фил по профессии маляр, главным образом проводит время лёжа на диване, покуривая марихуану с другом Буббой.
В супермаркете появляется новый кассир, молодой человек по имени Том Уортер. Между ним и Жюстин сначала возникает дружба, которая постепенно перерастает в роман. Том называет себя Холденом, и считает себя реинкарнацией главного героя романа «Над пропастью во ржи». Любовники встречаются в мотеле за городом. Том предлагает Жюстин бросить всё и убежать вместе с ним из города. Однако неожиданно умирает её близкая подруга Гвен, и Жюстин после этого долго остаётся в расстроенных чувствах. Кроме того у Тома нет ни гроша в кармане, и им не на что будет жить. Жюстин тщательно скрывает свой роман от всех, но Бубба выслеживает её и, запугивая тем, что расскажет всё Филу, вынуждает Жюстин переспать с ним . Это видит Том и устраивает скандал.
Фил, обеспокоенный тем, что у них нет детей, сдаёт на анализ свою сперму и одновременно выясняется, что Жюстин беременна. Анализ показывает, что Фил бесплоден, и Жюстин вынуждена солгать мужу, будто это ошибка и ребёнок от него. Тем временем в супермаркете происходит кража. Похищено 15 000 долларов, и преступник забыл в замке сейфа ключи, и это ключи Тома. Жюстин вызывает полиция для дачи показаний, но она ни в чём не признаётся и не рассказывает об их романе. Сразу после дачи показаний Жюстин неожиданно встречает Тома, скрывающегося от полиции. Он говорит Жюстин, что у него теперь есть деньги и они могут бежать. Жюстин возвращается домой, быстро собирает чемодан и направляется в мотель. На половине пути Жюстин меняет своё решение, возвращается назад и сообщает полиции, где прячется её любовник.
Вскоре по телевизору показывают репортаж о попытке полиции взять Тома. Отказавшись сдаться, он покончил жизнь самоубийством. Супермаркет возвращается к обычной работе. Проходит какое-то время, и в семье Жюстин и Фила рождается ребёнок.

## Актёрский состав
- Дженнифер Энистон — Жюстин Ласт
- Джейк Джилленхол — Томас «Холден» Уортер
- Джон Си Райли — Фил Ласт
- Джон Кэрролл Линч — Джек Филд
- Тим Блейк Нельсон — Бубба
- Зоуи Дешанель — Шерил
- Майк Уайт — Корни
- Дебора Раш — Гвен Джексон
- Айми Гарсиа — медсестра

## Принятие

### Отзывы критиков
Картина была хорошо принята большинством критиков. 
На сайте Rotten Tomatoes фильм имеет рейтинг 82%, что основано на 158 рецензиях критиков, со средней оценкой 7 из 10. Критический консенсус сайта гласит:«Тёмная драма с исключительной актёрской работой Дженнифер Энистон и Джейка Джилленхола, "Хорошая девочка" — трогательный и проницательный взгляд на историю страсти двух обеспокоенных душ в маленьком городе». 
Сайт Metacritic присудил фильму «в целом благоприятный» средний балл 71 из 100 возможных, основываясь на 35 обзорах. 
Роджер Эберт дал фильму три с половиной звезды, а также высоко оценил актёрскую игру Энистон и сказал, что «Хорошая девочка» — это «независимый фильм, полный сатирического огня и эмоциональной суматохи». 

### Награды и номинации
| Премия                      | Категория                         | Номинант          | Результат |
| --------------------------- | --------------------------------- | ----------------- | --------- |
| Независимый дух             | Лучший фильм                      | Хорошая девочка   | Номинация |
| Независимый дух             | Лучший сценарий                   | Майк Уайт         | Победа    |
| Независимый дух             | Лучшая женская роль               | Дженнифер Энистон | Номинация |
| Независимый дух             | Лучшая мужская роль второго плана | Джон Си Райли     | Номинация |
| Online Film Critics Society | Лучшая актриса                    | Дженнифер Энистон | Номинация |
| Спутник                     | Лучшая актриса                    | Дженнифер Энистон | Номинация |
| Спутник                     | Лучший актёр второго плана        | Джон Си Райли     | Номинация |
| Hollywood Film Awards       | Лучшая Голливудская актриса       | Дженнифер Энистон | Победа    |
| Teen Choice Awards          | Лучший лжец в кинофильме          | Дженнифер Энистон | Номинация |
| Teen Choice Awards          | Лучший поцелуй в кинофильме       | Дженнифер Энистон | Номинация |
| Teen Choice Awards          | Звёздный прорыв – актёр мужчина   | Джейк Джилленхол  | Номинация |
| Teen Choice Awards          | Лучшая драматическая актриса      | Дженнифер Энистон | Победа    |